# Spominski znak Dravograd 1991
Spominski znak Dravograd 1991 je spominski znak Slovenske vojske, ki je namenjen pripadnikom TO RS, ki so sodelovali pri obrambi Dravograda leta 1991.
Znak je bil ustanovljen 30. novembra 2000.

## Opis
Znak ima obliko ščita iz zgodnjega renesančnega obdobja, je višine 37 mm in v najširšem delu širine 34 mm. Kovan je iz 2 mm debelega bakra, pozlačen in barvan v kombinaciji bele, modre in rdeče barve. V zgodnjem belem polju je napis NISO PRODRLI!, višine 5,5 mm, pod napisom so stilizirane ovire, pod njimi pa napis DRAVOGRAD, višine 5,5 mm. V rdečem polju je zapisana letnica 1991, višine 7 mm. Napisi na znaku, stilizirane ovire, obroba in črte med barvami so polirani in pozlačeni. Znak je prevlečen s prozornim poliestrskim emajlom. Na zadnji strani je priponka.

## Nadomestne oznake
Nadomestna oznaka je modre barve z zlatim lipovim listom, ki ga križa puška.

## Nosilci
- seznam nosilcev spominskega znaka Dravograd 1991